# Seznam norveških novinarjev
Seznam norveških novinarjev.

## A
- Hans Aarnes

## B
- Johan Borgen
- Erik Bye

## F
- Ronald Fangen

## G
- Nordahl Grieg

## H
- Sven O. Høiby

## I
- Hans Andreas Ihlebæk

## J
- Jahn Otto Johansen

## K
- Rolf Kirkvaag
- Vilhelm Krag
- Christian Krohg

## L
- Bjørge Lillelien

## S
- Åsne Seierstad
- Fredrik Skavlan
- Dag Solstad
- Per Sundnes

## T
- Markus Thrane
- Odd Karsten Tveit